# 28 Reasons (canción)
«28 Reasons» es la canción debut de la cantante surcoreana Seulgi, siendo el sencillo principal de su EP que lleva el mismo nombre. El equipo de compositores, Sean Kennedy, Johan Fransson, Henrik Goranson, Yoo Young-jin y Kriz, compuso una canción dance pop, que se adorna con sutiles toques de trap y sintetizadores, acompañados por el distintivo sonido de un silbido que se desliza entre las notas. La canción se lanzó el 4 de octubre de 2022 bajo SM Entertainment, junto a su vídeo musical.

## Antecedentes y lanzamiento
El 6 de septiembre de 2022, SM Entertainment anunció que Seulgi lanzaría su primer álbum como solista en octubre de 2022. El 13 de septiembre, se anunció que el 4 de octubre publicaría su primer álbum titulado 28 Reasons. El 19 de septiembre, se publicó un póster con los horarios. El 26 de septiembre, se publicó un vídeo con los fragmentos de las canciones a través de las cuentas de redes sociales de Red Velvet. El EP de remixes llamado iScreaM Vol. 22: 28 Reasons / Los Angeles Remixes de ScreaM Records, fue lanzado el 17 de marzo de 2023.

## Composición
«28 Reasons» fue compuesta por Sean Kennedy, Johan Fransson, Henrik Goranson, Yoo Young-jin y Kriz, mientras que la letra fue escrita por Jeon Ji-eun, January 8th, Jo Yoon-kyung y Yoo Young-jin. Yoo, Fransson, Goranson e Imlay participaron en los arreglos. La canción está compuesta en la tono de fa menor con un tempo de 122 PPM.
Desde la perspectiva musical, «28 Reasons» se configura como una contagiosa canción dance pop, impregnada con profundas notas de bajo que añaden un toque groovy y vibrante, mientras los silbidos decoran el panorama sonoro con su distintiva textura. Líricamente, la canción pinta el retrato de un personaje que navega entre la dualidad del «bien y el mal», explorando cómo esta compleja dualidad impacta la dinámica de la relación que sostiene.

## Promoción
La promoción del sencillo comenzó en M! Countdown el 6 de octubre, seguido en Music Bank el día 7, Show! Music Core e Inkigayo el día 9, seguidos de una actuación y una entrevista en el programa Music Universe K-909.

## Vídeo musical y concepto
En el vídeo musical y en sus imágenes teaser, Seulgi interpreta a Blancanieves (como el personaje bueno) y a la Reina Malvada (como el personaje malvado). En una conferencia de prensa con «Tong Tong Culture», Seulgi compartió que la coreografía y la esencia visual del videoclip tomaron inspiración del icónico personaje del Universo Marvel, Wanda Maximoff, también conocida como la Bruja Escarlata. Seulgi reveló que «la presentación incorpora movimientos interesantes de manos y coreografías con movimientos encantadoramente grotescos y manipuladores, recreando de manera sutil la esencia misma de una bruja en el escenario». Y añadió: «Se grabó en las afueras de Inglaterra. Se captó bien la sensación de antigüedad y frescura. Blancanieves y la Reina fueron mi concepto y motivo esta vez. Blancanieves, que no es demasiado buena, y la Reina, que no es demasiado mala».

## Lista de canciones
- Decarga digital / streaming (iScreaM Vol. 22: 28 Reasons / Los Angeles Remixes)

1. «28 Reasons» (Cifika remix) – 3:54
2. «28 Reasons» (Loozbone remix) – 4:34
3. «Los Angeles» (Moksi remix) – 2:59

## Posicionamiento en listas

### Listas semanales
| Lista (2022)                         | Mejor posición |
| ------------------------------------ | -------------- |
| Singapur (RIAS)                      | 18             |
| Corea del Sur (Circle Digital Chart) | 113            |
| Vietnam (Vietnam Hot 100)            | 48             |

### Lista mensual
| Lista (2022)                         | Mejor posición |
| ------------------------------------ | -------------- |
| Corea del Sur (Circle Digital Chart) | 135            |

## Historia de lanzamiento
| Región  | Fecha                | Versión                    | Formato(s) | Distribuidora |
| ------- | -------------------- | -------------------------- | ---------- | ------------- |
| Mundial | 4 de octubre de 2022 | Descarga digita, streaming | Original   | SM            |
| Mundial | 17 de marzo de 2023  | Descarga digita, streaming | Remix      | SM, ScreaM    |